# Port lotniczy Kano
Port lotniczy Kano (IATA: KAN, ICAO: DNKN) – międzynarodowy port lotniczy położony w Kano. Jest jednym z największych portów lotniczych w Nigerii. Lotnisko składa się z terminala międzynarodowego i krajowego. Oba terminale mają ten sam pas. Nowy terminal krajowy został otwarty 23 maja 2011 roku. W 2009 roku lotnisko obsłużyło 323 tys. pasażerów.

## Historia
Port lotniczy Kano jest najstarszym portem lotniczym w Nigerii, rozpoczął działalność w 1936 roku. W pierwszych dziesięcioleciach pracy lotnisko stało się ważnym przystankiem technicznym dla linii lotniczych obsługujących loty długodystansowe między Europą i Afryką. Nowsze samoloty nie potrzebowały jednak takiego przystanku, a wraz z upadkiem gospodarki Kano, pod koniec XX wieku, wiele międzynarodowych linii lotniczych zaprzestało swojej działalności na tym lotnisku. KLM jest jedyną europejską linią lotniczą w Kano, która prowadzi loty bez przerwy od 1947 roku. Obecnie większość lotów międzynarodowych zaspokaja potrzeby dużej społeczności libańskiej w Kano i muzułmańskie pielgrzymki do Mekki.

## Udogodnienia
Lotnisko obsługuje zarówno loty cywilne i wojskowe. Pas startowy 06/24 jest głównie dla lotów cywilnych, a pas startowy 05/23 służy przede wszystkim Nigeryjskim Siłom Powietrznym w południowej części lotniska. Ale pasa 05/23 był wykorzystywany do wszystkich operacji, gdy główny pas startowy został zmodernizowany na początku XXI wieku. Między dwoma pasami znajduje się terminal.
Główny terminal z wieżą kontroli lotów międzynarodowych i krajowych służy usługoma świadczonym przez Arik Air i Nigerian Eagle Airlines. Usługi w hali odlotów są minimalne, z kioskiem w pobliżu odprawy, i małym barem w strefie operacyjnej. Istnieje małe VIP Lounge dla pasażerów klasy biznes. Sklepy wolnocłowe są obecnie zamknięte. W hali przylotów znajduje się niewielki bar i poczta.
Na południowej stronie lotniska, wzdłuż pasa startowego 06/24, jest terminal krajowy, obecnie obsługiwany przez Bellview Airlines i IRS Airlines. Usługi obejmują kiosk i mały bar.
Budowę nowego terminalu krajowego obok głównego budynku terminalu rozpoczęto na początku XXI wieku. Operator lotniska, Federal Airports Authority Nigeria (FAAN), planował zakończyć budowę nowego terminalu w listopadzie 2009, ale ostatecznie został on uruchomiony dopiero w maju 2011 roku.

## Linie lotnicze i połączenia
| Linia Lotnicza     | Kierunek                                                         |
| ------------------ | ---------------------------------------------------------------- |
| Aero Contractors   | 1. Abudża 2. Lagos                                               |
| Air Peace          | 1. Abudża 2. Asaba 3. Lagos 4. Niamey 5. Owerri 6. Port Harcourt |
| Arik Air           | 1. Abudża                                                        |
| Azman Air          | 1. Abudża 2. Lagos                                               |
| Badr Airlines      | 1. Chartum                                                       |
| EgyptAir           | 1. Kair                                                          |
| Eritrean Airlines  | 1. Asmara 2. Chartum                                             |
| Ethiopian Airlines | 1. Addis Abeba                                                   |
| Flynas             | 1. Dżudda                                                        |
| Max Air            | 1. Abudża 2. Benin 3. Lagos Sezonowe czartery: 1. Dżudda         |
| Qatar Airways      | 1. Doha                                                          |
| Saudia             | 1. Dżudda 2. Medyna                                              |
| Sudan Airways      | 1. Chartum                                                       |
| Tarco Airlines     | 1. Chartum                                                       |
| ValueJet           | 1. Abudża                                                        |

### Cargo
| Linia Lotnicza     | Kierunek     |
| ------------------ | ------------ |
| Aerotranscargo     | 1. Monachium |
| EgyptAir           | 1. Kair      |
| Ethiopian Airlines | 1. Liège     |
| Saudia Cargo       | 1. Dżudda    |